# Verenigde Arabische Republiek (1963)
De Verenigde Arabische Republiek (VAR) was een project van een verenigde staat bestaande uit Egypte, Irak en Syrië, met als hoofdstad Caïro. De unie zou een oppervlakte hebben van 1.620.757 km² en ongeveer 43 miljoen inwoners tellen.
Voorheen, van februari 1958 tot september 1961, bestond de VAR uit Syrië en Egypte. Na de militaire staatsgreep op 28 september 1961 verliet Syrië de VAR. Egypte werd tot 1971 officieel de VAR genoemd. Nadat de Ba'ath-partij in deze landen tijdens de staatsgrepen van 8 februari 1963 in Irak en 8 maart 1963 in Syrië weer aan de macht kwam, werden pogingen ondernomen om een uniestaat bestaande uit de VAR (Egypte), Irak en Syrië nieuw leven in te blazen.
Voor 27 september 1963 waren in alle drie de landen referenda gepland en de daaropvolgende verkiezing van Gamal Abdel Nasser tot gezamenlijke president en de officiële proclamatie van een republiek. Buitenlandse handel, buitenlands beleid en gezamenlijke financiën zouden onder de bevoegdheid van de regering vallen, terwijl de controle over de economie bij de staten zou blijven. Meningsverschillen over de bevoegdheden van de president, de samenstelling van de regering en de staatsstructuur konden niet worden opgelost.